# Hansons River
Hansons River är ett vattendrag i Australien. Det ligger i delstaten Tasmanien, i den sydöstra delen av landet, omkring 170 kilometer nordväst om delstatshuvudstaden Hobart.
I omgivningarna runt Hansons River växer i huvudsak städsegrön lövskog. Runt Hansons River är det mycket glesbefolkat, med 2 invånare per kvadratkilometer. Genomsnittlig årsnederbörd är 1 598 millimeter. Den regnigaste månaden är augusti, med i genomsnitt 204 mm nederbörd, och den torraste är januari, med 63 mm nederbörd.